# Plan 16 (Klein Quenstedt)

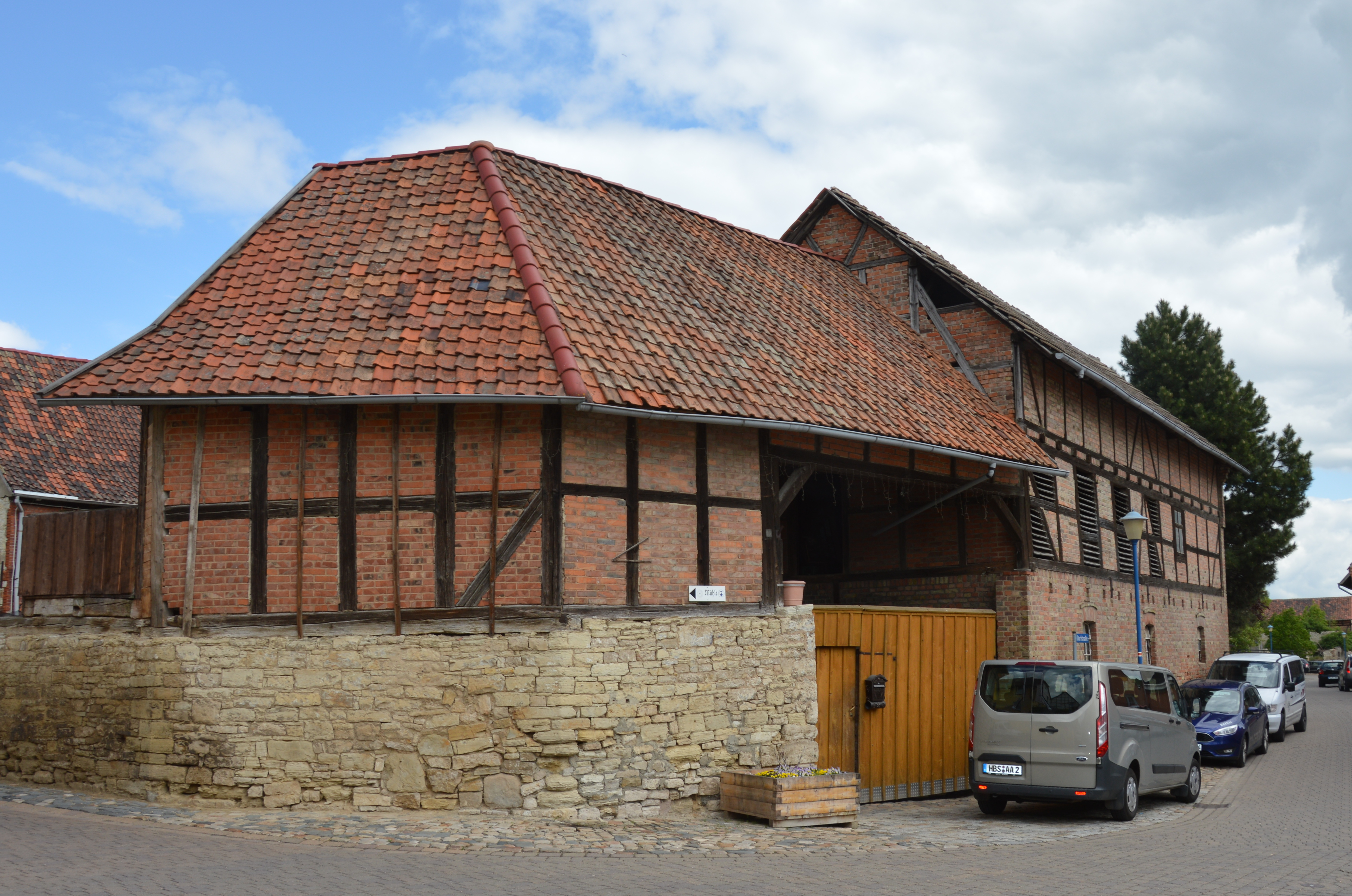
Bauernhof Plan 16

Der Hof Plan 16 ist ein denkmalgeschützter Bauernhof im Halberstädter Ortsteil Klein Quenstedt in Sachsen-Anhalt.

## Lage
Der Hof befindet sich im Zentrum des Dorfes in einer das Ortsbild prägenden Ecklage an der Kreuzung der Straße Plan, Im Winkel, Trift und der Dorfstraße.

## Architektur und Geschichte
Die vierseitige Hofanlage entstand im 18. Jahrhundert. Während des 19. Jahrhunderts erfolgten größere Umbauten. Markant ist die zur Kreuzung ausgerichtete Hofeinfahrt. Ende des 20. oder Anfang des 21. Jahrhunderts wurde der sich an der Straße Trift entlangziehende Gebäudeteil entfernt.
Im örtlichen Denkmalverzeichnis ist das Bauernhaus unter der Erfassungsnummer 094 00746 als Baudenkmal verzeichnet.